# Linda Villumsen
Linda Melanie Villumsen (Herning (Denemarken), 9 april 1985) is een wielrenster die geboren is in Denemarken en vanaf 2010 uitkomt voor Nieuw-Zeeland. In 2015 werd ze Wereldkampioene tijdrijden.

## Biografie
Linda Villumsen begon haar carrière in 2005 bij de Nederlandse ploeg Buitenpoort-Flexpoint Team. In 2006 won ze naast het eindklassement in de Route de France ook het Europees kampioenschap tijdrijden bij de beloften en werd ze dubbel Deens kampioene bij de elite. In 2007 prolongeerde ze haar Europese titel. Vanaf dat jaar reed ze vier seizoenen bij T-Mobile Women, dat verder ging onder de naam Team Columbia Women.
Ze kwam uit voor Denemarken op de Olympische Zomerspelen 2008 in Peking; ze werd vijfde en dertiende in de weg- en tijdrit. Een jaar later won ze onder andere het eindklassement in de Ronde van Thüringen. Ze behaalde in 2009 een bronzen medaille op het Wereldkampioenschap tijdrijden voor Denemarken. Eén jaar later, in 2010, herhaalde ze dit, nu uitkomend voor Nieuw-Zeeland. In dat jaar won ze zilver in de tijdrit tijdens de Gemenebestspelen 2010, achter de Canadese Tara Whitten.
In 2011 kwam ze terug bij een Nederlandse ploeg, deze keer bij AA Drink-Leontien.nl. In 2012 reed ze voor Orica-AIS, waarmee ze zilver won tijdens het Wereldkampioenschap ploegentijdrijden. Ook won ze dat jaar het eindklassement van de Giro del Trentino. Vier jaar na Peking kwam ze uit voor Nieuw-Zeeland bij de wegwedstrijd tijdens de Olympische Zomerspelen 2012 in Londen. Hier finishte ze als achttiende. Bij de individuele tijdrit eindigde ze op de vierde plaats.

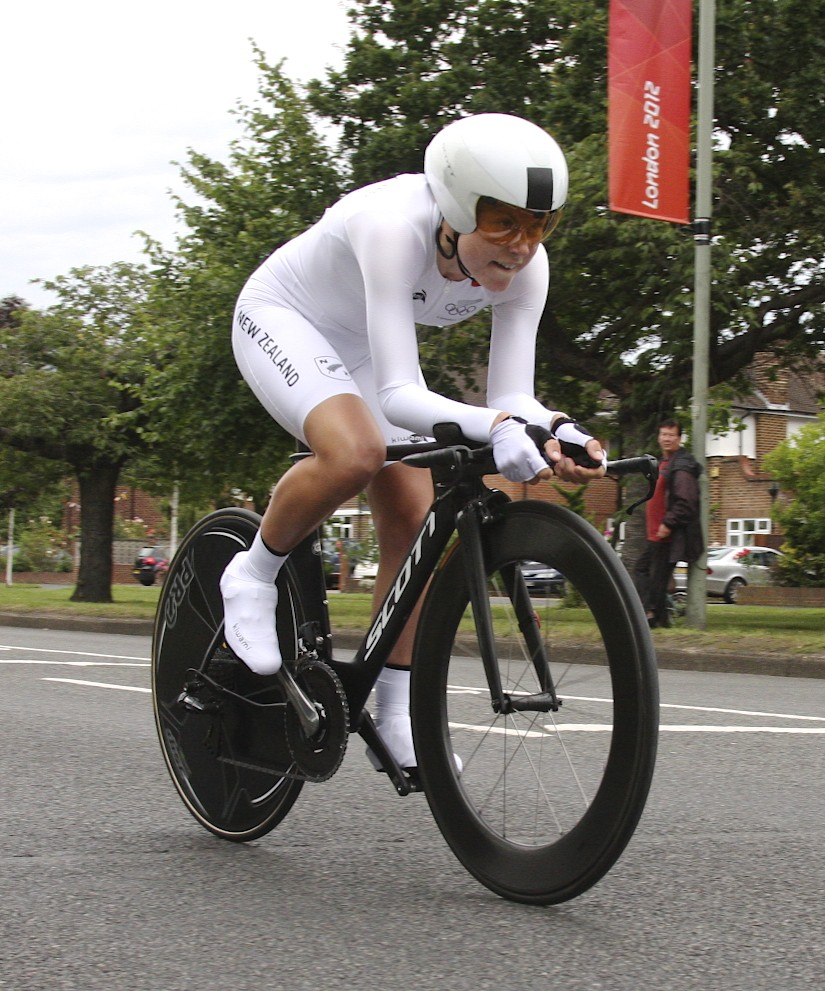
Olympische tijdrit in Londen 2012

Eind 2012 kondigde ze aan te stoppen met wielrennen, maar in maart 2013 keerde ze terug in het peloton bij Wiggle Honda. Na zes nationale titels in Denemarken, werd ze in 2013 voor het eerst nationaal kampioene van Nieuw-Zeeland. Ze won voor de tweede keer het eindklassement van de Route de France en won het berg- en combinatieklassement van de Tour de l'Ardèche. Eén jaar later won ze van deze wedstrijd de tijdrit en het eindklassement. Op 31 juli 2014 schreef Villumsem op de Commonwealth Games de individuele tijdrit op haar naam.
In 2015 won ze zowel het Nieuw-Zeelands kampioenschap op de weg (in haar woonplaats Christchurch) als het Wereldkampioenschap tijdrijden in Richmond (VS). Eerder won Villumsen al twee maal zilver en drie maal brons op het WK tijdrijden. Er ontstond weliswaar gedoe doordat ze deze tijdrit niet op een fiets van de ploeg (merk Wilier) reed, waarna ploegbaas Mike Tamayo haar ontslag heeft overwogen. Enkele weken later werd echter bekend dat Villumsen ook in 2016 bij UnitedHealthcare rijdt.
Op de Olympische Zomerspelen 2016 in Rio de Janeiro werd ze zesde en 23e in de tijd- en wegrit. Sindsdien reed ze geen wedstrijden meer en nadat haar contract bij UnitedHealthcare afliep, had ze de eerste helft van 2017 geen ploeg, totdat ze op 7 juni een contract tekende bij het Deense Team VéloCONCEPT. Ze tekende voor een half jaar, maar met een optie totaan de Olympische Zomerspelen 2020 in Tokio.
Villumsen heeft een relatie met voormalig wielrenster Emma Trott, de vijf jaar oudere zus van olympisch kampioene baanwielrennen Laura Trott.

## Erelijst
2005

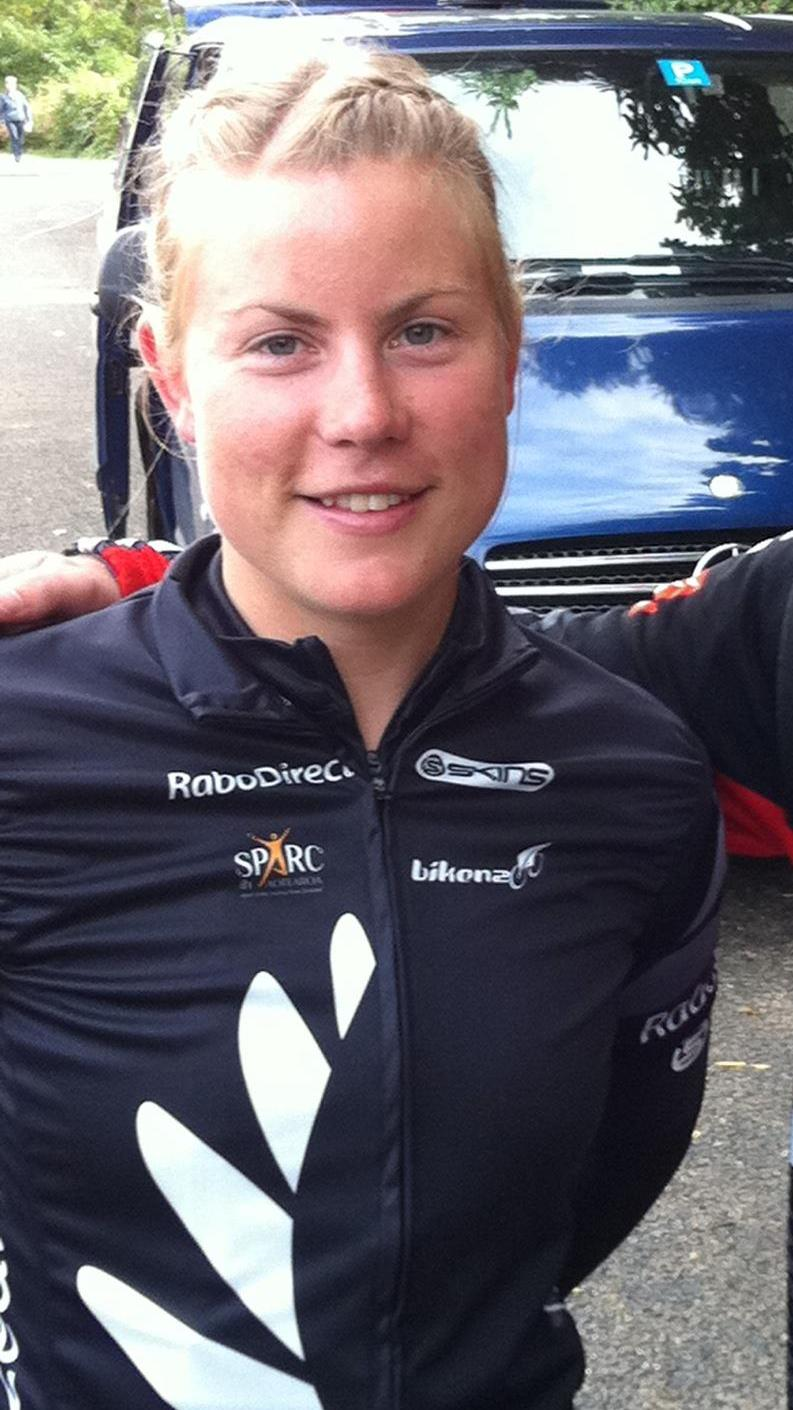
Brons tijdens WK tijdrijden 2012

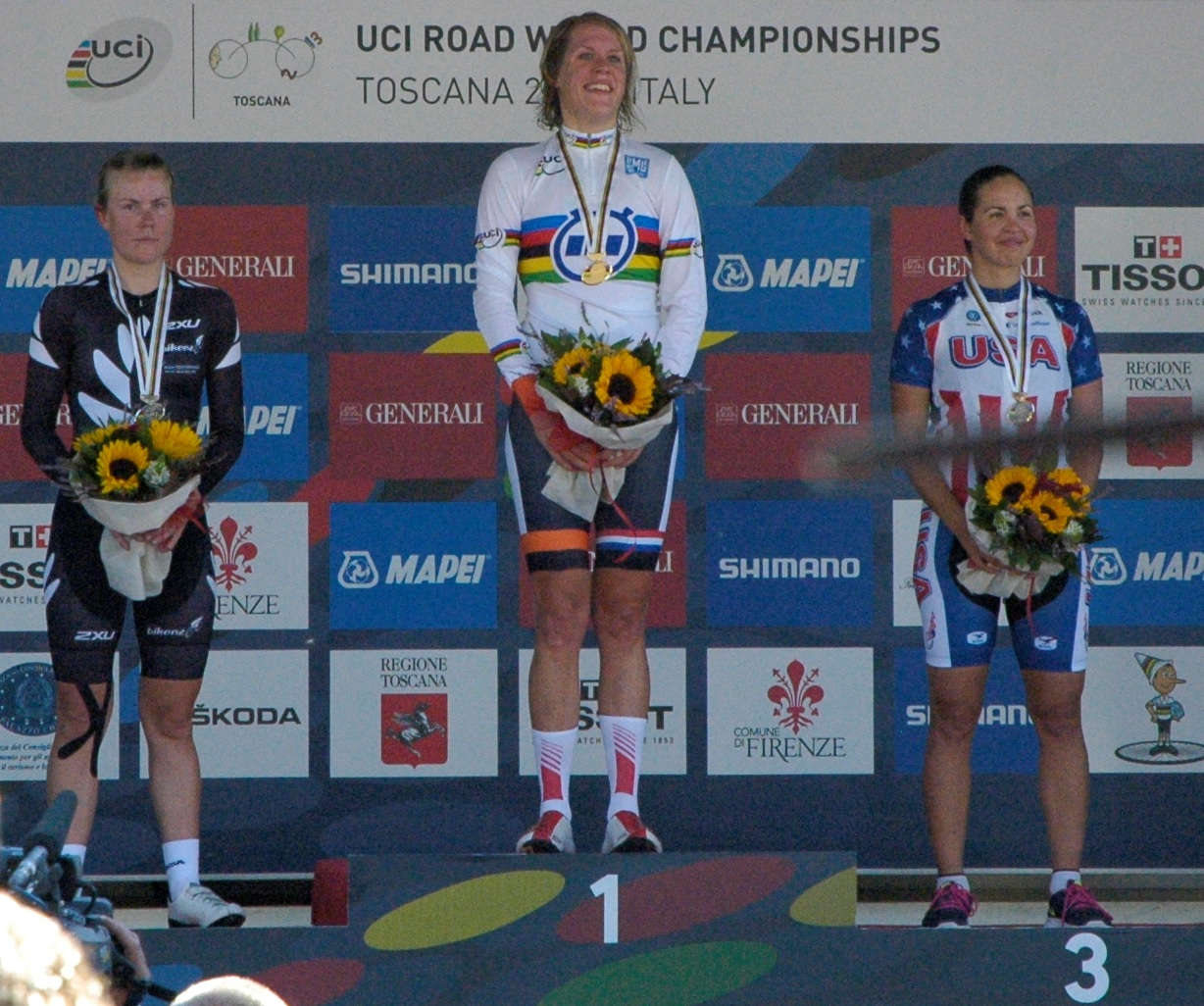
Zilver tijdens WK tijdrijden 2013

- 4e etappe B (TTT) Holland Ladies Tour

2006
- Europees kampioen tijdrijden onder 23
- Deens kampioen tijdrijden, Elite
- Deens kampioenschap op de weg
- Eindklassement Route de France Féminine
  - Etappe 4B (TTT) Route de France Féminine
- Omloop der Kempen
- 1e etappe RaboSter Zeeuwsche Eilanden

2007
- Europees kampioen tijdrijden onder 23
- 6e etappe Tour de l'Aude Cycliste Féminin

2008
- Deens kampioen tijdrijden, Elite
- Deens kampioenschap op de weg
- 1e etappe (TTT) Giro della Toscana Int. Femminile

2009
- Deens kampioen tijdrijden, Elite
- Deens kampioenschap op de weg
- WK tijdrijden, Mendrisio
- Eindklassement Thüringen-Rundfahrt der Frauen
  - 3e etappe Thüringen-Rundfahrt der Frauen
- GP Costa Etrusca
- Proloog Tour de l'Aude Cycliste Féminin
- 1e etappe RaboSter Zeeuwsche Eilanden

2010
- Individuele tijdrit Gemenebestspelen, Delhi
- Nieuw-Zeelands kampioenschap op de weg
- Nieuw-Zeelands kampioenschap tijdrijden
- WK tijdrijden, Geelong
- 1e etappe (TTT) Giro della Toscana Int. Femminile
- 3e etappe Emakumeen Bira

2011
- WK tijdrijden, Kopenhagen

2012
- WK ploegentijdrit (met Orica-AIS)
- WK tijdrijden, Valkenburg
- Eindklassement Giro del Trentino Alto Adige-Südtirol
- 2e etappe B Giro del Trentino Alto Adige-Südtirol
- 5e etappe Tour of New Zealand
- 3e etappe (tijdrit) Emakumeen Bira
- 10e in Eindklassement UCI Road Women World Cup

2013
- Nieuw-Zeelands kampioen tijdrijden
- WK tijdrijden, Florence
- Eindklassement Route de France
  - 1e etappe Route de France
- Berg- en combinatieklassement Tour de l'Ardèche
  - Proloog Tour de l'Ardèche

2014
- Individuele tijdrit Gemenebestspelen, Glasgow
- Nieuw-Zeelands kampioenschap op de weg
- Nieuw-Zeelands kampioenschap tijdrijden
- Eindklassement Tour de l'Ardèche
  - 2e etappe (tijdrit) Tour de l'Ardèche

2015
- WK tijdrijden, Richmond
- Nieuw-Zeelands kampioen op de weg
- Nieuw-Zeelands kampioenschap tijdrijden

2016
- Proloog Joe Martin Stage Race

2018
- Individuele tijdrit Gemenebestspelen, Gold Coast

### Kampioenschappen en Olympische Spelen
| Wedstrijd                               | 2004 | 2005   | 2006 | 2007 | 2008 | 2009 | 2010   | 2011 | 2012 | 2013 | 2014   | 2015   | 2016 | 2017 | 2018 |
| --------------------------------------- | ---- | ------ | ---- | ---- | ---- | ---- | ------ | ---- | ---- | ---- | ------ | ------ | ---- | ---- | ---- |
| / Nationaal kampioen op de weg          |      | Brons  | Goud |      | Goud | Goud | Zilver |      |      | 8e   | Zilver | Goud   |      |      |      |
| / Nationaal kampioen tijdrijden         |      | Zilver | Goud |      | Goud | Goud | Brons  |      |      | Goud | Zilver | Zilver |      |      |      |
| Wereldkampioenschap op de weg           | 25e  | 41e    | 33e  | -    | 13e  | 16e  | 19e    | 111e | 7e   | 6e   | 8e     | 22e    | -    | 21e  |      |
| Wereldkampioenschap tijdrijden          | -    | 29e    | 14e  | -    | 10e  | ↑    | ↑      | ↑    | ↑    | ↑    | 9e     | ↑      | -    | 6e   |      |
| Olympische / Gemenebestspelen (wegrit)  | -    |        |      |      | 5e   |      | 26e    |      | 18e  |      | 5e     |        | 23e  |      |      |
| Olympische / Gemenebestspelen (tijdrit) | -    |        |      |      | 13e  |      | ↑      |      | 4e   |      | ↑      |        | 6e   |      | ↑    |

* Tot 2009 het Deens kampioenschap, vanaf 2010 het Nieuw-Zeelands kampioenschap.
** In de jaren 2008, 2012 en 2016 de Olympische Spelen, in de jaren 2010 en 2014 de Gemenebestspelen.